# Berestoweńka
Berestoweńka (ukr. Берестовенька) – wieś na Ukrainie, w obwodzie charkowskim, w rejonie krasnohradzkim. W 2001 liczyła 998 mieszkańców, wśród których 291 wskazało jako ojczysty język ukraiński, 699 rosyjski, 1 mołdawski, 6 białoruski, a 1 inny.